# Denigomodu

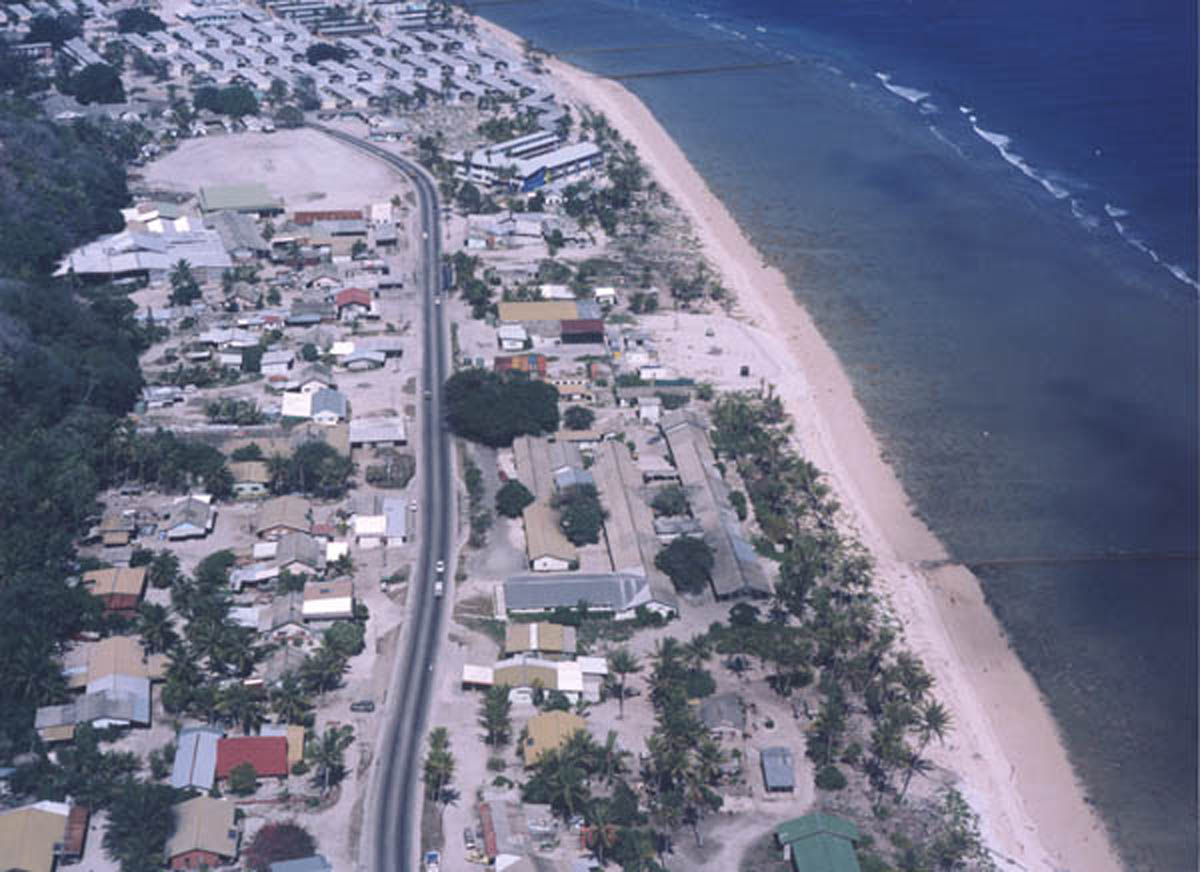
Die Distrikte Denigomodu oben und Nibok unten von Norden aus. Hinten die Unterkünfte der Minenarbeiter.

Denigomodu (kurz Denig, selten Dinegomudu) ist ein Distrikt des Inselstaates Nauru, im Westen der Insel. Er grenzt an Nibok im Nordosten und an Aiwo und Buada im Süden. Der Distrikt gehört zum Wahlkreis Ubenide.

## Bevölkerung
In diesem Distrikt befinden sich die Unterkünfte der ausländischen Phosphatminen-Arbeiter. Er hat 1874 Einwohner, wovon 1526 im Arbeiterviertel leben (im Zensusbericht als „Location“ bezeichnet). Da sich in Denigomodu das einzige Spital der Insel befindet, ist Denigomodu der Geburtsort fast aller Nauruer.

## Gebäude
Ebenfalls in Denigomodu befinden sich:
- das Konstruktions- und Planungsbüro der NPC
- das Denig Oval
- das Einkaufszentrum
- die Wetterstation der Insel
- das Dorf Arijejen
- ein Friedhof
- eine Schule

## Historische Dörfer
Bis 1968 war der heutige Distrikt Denigomodu ein Gau, welcher aus 18 historischen Dörfern bestand:
- Yaranemat
- Aioe
- Anapodu
- Anatip
- Anerowe
- Anibawo
- Ariyeyen
- Atumurumur
- Bowagae
- Butimangum
- Bwaterangerang
- Bwerigi
- Eateneno
- Ibuge
- Imwitada
- Ruebe
- Tarawoa
- Yangor

## Persönlichkeiten
- Vassal Gadoengin (1943–2004), Politiker
- Sheba Deireragea (* 1986), Gewichtheberin
- Olympia Zacharias (* 1986), Leichtathletin